# Новоукраинка (Казанковский район)
Новоукра́инка (укр. Новоукраїнка) — село в Казанковском районе Николаевской области Украины.
Основано в 1920 году. Население по переписи 2001 года составляло 99 человек. Почтовый индекс — 56020. Телефонный код — 5164. Занимает площадь 0,407 км².

## Местный совет
56020, Николаевская обл., Казанковский р-н, с. Дмитро-Беловка, ул. 70-летия Октября, 21